# العصر الذهبي الهولندي
العصر الذهبي الهولندي (بالهولندية: Gouden Eeuw) كانت فترة في التاريخ الهولندي، والتي امتدت طوال القرن 17م، حيث تفوقت التجارة الهولندية والعلوم والقوة العسكرية والفن في العالم. وتميز النصف الأول بحرب الثمانين عاماً حتى 1648م. ثم تمتع العصر الذهبي بوقت سلم خلال الجمهورية الهولندية حتى نهاية القرن.

## البنية الاجتماعية
في القرن السابع عشر، كان الوضع الاجتماعي في هولندا يتحدد من خلال الدخل بدرجة كبيرة. كان لملاك الأراضي من النبلاء أهمية قليلة نسبيًا، لأنهم غالبًا ما استقروا في المقاطعات الداخلية النامية، فهيمنت طبقة التجار الحضريين على المجتمع الهولندي. لم يكن لرجال الدين أيضًا تأثير دنيوي يُذكر: كانت الكنيسة الكاثوليكية مقموعة بشكل أو بآخر منذ اندلاع حرب الثمانين عامًا مع إسبانيا. قُسمت الحركة البروتستانتية الجديدة، ولو أنها مارست سيطرة اجتماعية على مناطق عديدة أكثر مما مارسته الكنيسة الكاثوليكية.
هذا لا يعني عدم امتلاك الأرستقراطيين لمكانة اجتماعية. على العكس من ذلك، فقد اشترى التجار الأثرياء لأنفسهم مكانًا في طبقة النبلاء من خلال امتلاكهم للأراضي والحصول على شعار النبالة والختم. اختلط الأرستقراطيون أيضًا مع طبقات أخرى لأسباب مالية: زوّجوا بناتهم لتجار أثرياء أو أصبحوا هم أنفسهم تجارًا أو تولوا مناصب عامة أو عسكرية. بدأ التجار أيضًا بتقدير الوظيفة العامة كوسيلة لزيادة القوة والمكانة الاقتصادية. أصبحت الجامعات مسارًا مهنيًا لشَغل المناصب العامة. أرسل التجار والأرستقراطيون الأغنياء أبنائهم في ما يسمى بالجولة الكبرى عبر أوروبا. زار هؤلاء الشبان جامعاتٍ في عدة دول أوروبية، غالبًا برفقة مدرس خاص، فضّلوا أن يكون عالمًا. كان هذا الخلط بين البطارقة والأرستقراطيين بارزًا في النصف الثاني من القرن السابع عشر.
بعد الأرستقراطيين والنبلاء البطارقة جاءت الطبقة الوسطى الموسرة، التي تتكون من رهبان بروتستانت ومحامين وأطباء وتجار صغار وصناعيين وموظفين في مؤسسات الدولة الكبيرة. نُسبت المكانة الأدنى إلى المزارعين والحرفيين والبائعين وأصحاب المتاجر والبيروقراطيين في الحكومة. ما دون ذلك، كان العمال المهرة والوصيفات والخدم والبحارة وغيرهم من العاملين في مجال الخدمات. كان «الفقراء المهمشون» في أسفل الهرم: فلاحون فقراء، جربوا حظهم في المدينة كمتسولين أو مياومين.
تقاضى الأجير والعامل أجورًا أفضل عمومًا مما كانت عليه في معظم أوروبا، وتمتعوا بمستويات معيشية مرتفعة نسبيًا، على الرغم من دفعهم ضرائب أعلى من المعدل الطبيعي. ازدهر وضع المزارعين من خلال المحاصيل المدرة للدخل واللازمة لدعم سكان المدن والبحارة.

### دور المرأة
في القرن السابع عشر، تمحور الدور المركزي للمرأة في الأسرة الهولندية حول المنزل والمهام المنزلية. في الثقافة الهولندية، اعتُبر المنزل ملاذًا آمنًا أمام غياب الفضيلة المسيحية وفساد العالم الخارجي. بالإضافة إلى ذلك، مثّل المنزل نموذجًا مصغرًا عن الجمهورية الهولندية، إذ أن التوجيه السلس للأسرة المثالية عكس الاستقرار النسبي للحكومة وازدهارها. كان المنزل جزءًا لا يتجزأ من الحياة العامة في المجتمع الهولندي. كان بإمكان المارة رؤية مداخل المنازل الهولندية المزينة والمنمقة التي تُظهر الثروة والمكانة الاجتماعية لعائلة معينة. كان المنزل أيضًا مكانًا يتفاعل فيه الجيران والأصدقاء والأقارب، مما عزز أهميته في الحياة الاجتماعية لسكان المدن الهولنديين في القرن السابع عشر. من ناحية أخرى، فقد صُمم المنزل الهولندي على أساس الجنس. في الجزء الأمامي من المنزل، سيطر الرجال على مساحة صغيرة حيث أمكنهم القيام بعملهم أو مزاولة الأعمال التجارية، وعُرف هذا الجزء باسم فورهاس، في حين سيطرت النساء على معظم المساحات الأخرى من المنزل، مثل المطابخ والغرف العائلية الخاصة. على الرغم من وجود فصل واضح في مجالات النفوذ بين الزوج والزوجة (كان للزوج سلطة على الصعيد العام، وللزوجة على المنزل والصعيد الخاص)، إلا أن النساء في المجتمع الهولندي في القرن السابع عشر تمتعن بمجموعة واسعة من الحريات ضمن مجال نفوذهن. تمتعت الشابات غير المتزوجات بحريات مختلفة مع عشاقهن وخاطبيهن، في حين تمتعت النساء المتزوجات بحق التشهير علنًا بأزواجهن الذين يرعون بيوت الدعارة. علاوة على ذلك، أمكن للمرأة المتزوجة رفض الرغبات الجنسية لزوجها بالقانون إذا كان هناك دليل أو سبب للاعتقاد بأن العلاقة الجنسية ستؤدي إلى انتقال مرض الزهري أو الأمراض التناسلية الأخرى. سُمح للنساء الهولنديات أيضًا بممارسة طقوس التناول إلى جانب الرجال، وتمكنت الأرامل من وراثة الممتلكات والتكفل بشؤونهن المالية ووصايا أزواجهن. ومع ذلك، ظل نطاق سلطة المرأة يكمن في الواجبات المنزلية أساسًا، على الرغم من وجود أدلة تاريخية تظهر حالات معينة من احتفاظ الزوجات بسيطرة كبيرة على الأعمال التجارية العائلية. انتشرت الكتيبات المرجعية التي كتبها رجالٌ لإرشاد النساء والزوجات في جوانب مختلفة من الواجبات المنزلية، وأشهرها كتاب جاكوب كاتس هوويليك. توضح العديد من اللوحات الهولندية التي تعود إلى القرن السابع عشر أبرز المهام المنزلية التي أدتها النساء وتضمنت الإشراف على الخادمات والطهي والتنظيف والتطريز والغزل.

#### النساء غير المتزوجات
كما يتضح من فن تلك الفترة وأدبها، فقد قُدرت قيمة الشابات غير المتزوجات بالحفاظ على التواضع والاجتهاد لاعتبار هذه المرحلة من حياة المرأة الأكثر حرجًا. منذ صغرهن، تعلمت نساء المدن على يد أمهاتهن الواجبات المنزلية المختلفة، بما في ذلك القراءة، من أجل إعدادهن لحياتهن كربات منزل. أظهر الفن الهولندي في ذلك الوقت الحالة المثالية التي يجب أن تتصرف فيها الفتاة العزباء في مواقف مثل التودد، والتي تضمنت عادةً موضوعات تتعلق بالحدائق أو الطبيعة ودروس الموسيقى أو الحفلات والتطريز وتلقي الرسائل الغرامية. ومع ذلك، فإن المثل العليا للشابات التي أظهرها الرسم النوعي والشعر البتراركي لم تعكس الواقع. وصفت قصص رواها مسافرون الحريات المختلفة التي حصلت عليها الشابات في إطار التودد والمغازلة. أظهر شيوع العظات الكالفينية فيما يتعلق بالعواقب المترتبة على ترك الشابات دون إشراف، وجود اتجاه عام يتمثل في غياب رقابة الوالدين عن أمور الحب اليافع.

#### المتزوجات والأمهات

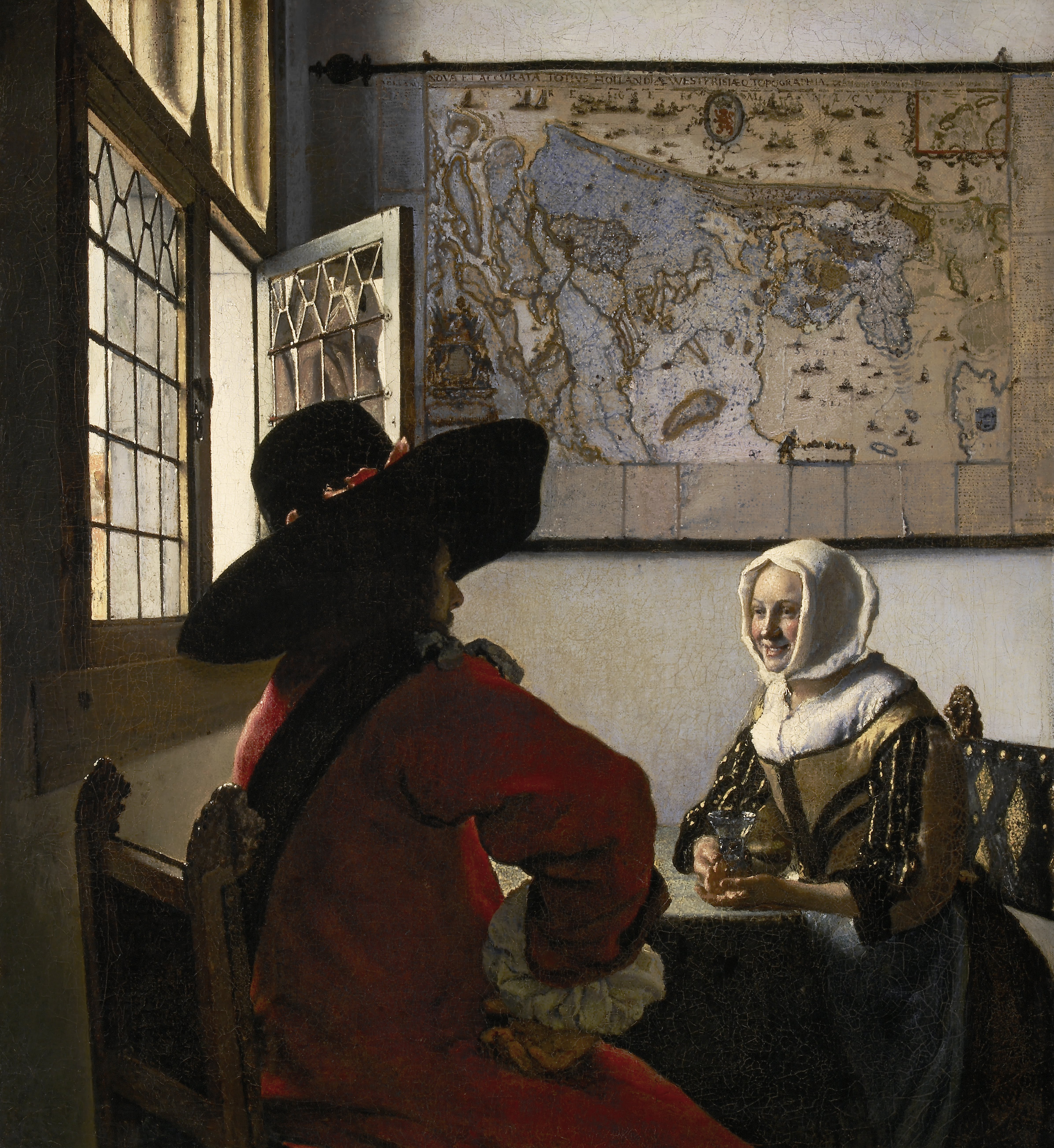
الضَابِطٌ والفَتاة الضَاحَكَهُ لوحة زيتية من القرن السابع عشر بريشة يوهانس فيرمير. رسمها حوالي سنة 1657. هي الآن واحدة من ثلاث لوحات لفيرمير في مجموعة فريك في نيويورك. تصور اللوحة جنديًا يرتدي قبعة كبيرة جالسًا وظهره للمشاهد، يتحدث مع فتاة مبتسمة تحمل كأسًا في يدها. أشعة الشمس الساطعة تغمر الفتاة مع وجود خريطة كبيرة على الحائط.

اعتنق الكتّاب الهولنديون، مثل جاكوب كاتس، الرأي العام السائد فيما يتعلق بالزواج. تأثر هو والهيئات الثقافية الأخرى بالمثل الكالفينية التي أكدت على المساواة بين الزوج والزوجة، والتي اعتبرت الصداقة سببًا أساسيًا للزواج، واعتبرت الإنجاب مجرد نتيجة لتلك الصداقة. ومع ذلك، ظلت الأفكار التي لا تعترف بالمساواة موجودة، إذ اعتُبرت المرأة الجنس الأضعف، وغالبًا ما استُخدمت صورة السلحفاة للتعبير عن المجالات والقدرات المختلفة لكلا الجنسين. بالإضافة إلى الإشراف على الخادمات والطبخ والتنظيف والتطريز، حُثت النساء أيضًا على التكفل ببعض السيطرة المالية في الشؤون المنزلية، مثل الذهاب إلى السوق وشراء طعامهن.
كان الحَمل والأمومة موضع تقدير كبير في الثقافة الهولندية. شُجعت الأمهات على إرضاع أطفالهن رضاعة طبيعية، لأن الاستعانة بمرضعة من شأنه أن يمنع تكوين الرابطة بين الأم والطفل. اعتقد الهولنديون أن حليب الأم يأتي من الدم الموجود في رحمها وأن إطعام الرضيع مثل هذه المواد سيحقق أيضًا فوائد فيزيولوجية وصحية. فرض المجتمع الهولندي في القرن السابع عشر تعلم الأطفال للدين في المنزل أولًا. لذلك، استغلت النساء مع أزواجهن وقت الوجبات العائلية لمناقشة الموضوعات الدينية والتركيز على الصلاة.

#### النساء المسنات والأرامل
تحفظت الثقافة الهولندية في القرن السابع عشر بمواقف متناقضة فيما يتعلق بالمسنين، ولا سيما النساء المسنات. اعتبر بعض الكتّاب الهولنديين الشيخوخة انتقالًا شاعريًا من الحياة إلى الموت. اعتبرها آخرون مرضًا يتدهور فيه المرء تدريجيًا حتى يصل إلى وجهته النهائية، في حين أشاد البعض بالمسنين بوصفهم حكماء يستحقون أسمى أشكال الاحترام. ومع ذلك، لم تشدد المؤلفات المتعلقة بسلوك النساء المسنات والأرامل على حكمتهن المتأصلة بالضرورة، بل على وجوب حفاظهن على التقوى وتمرس القناعة وعيش حياة منعزلة نسبيًا. على عكس التقاليد الفنية الأوروبية الأخرى، نادرًا ما صور الفن الهولندي النساء المسنات على أنهن كائنات مثيرة للاشمئزاز أو بشعة، بل كُرمن كشخصيات تقية ونقية يمكن للأجيال الشابة من النساء التطلع إليها.

## مسببات العصر الذهبي

لوحة رامبرانت «دورية الليل» 1642م

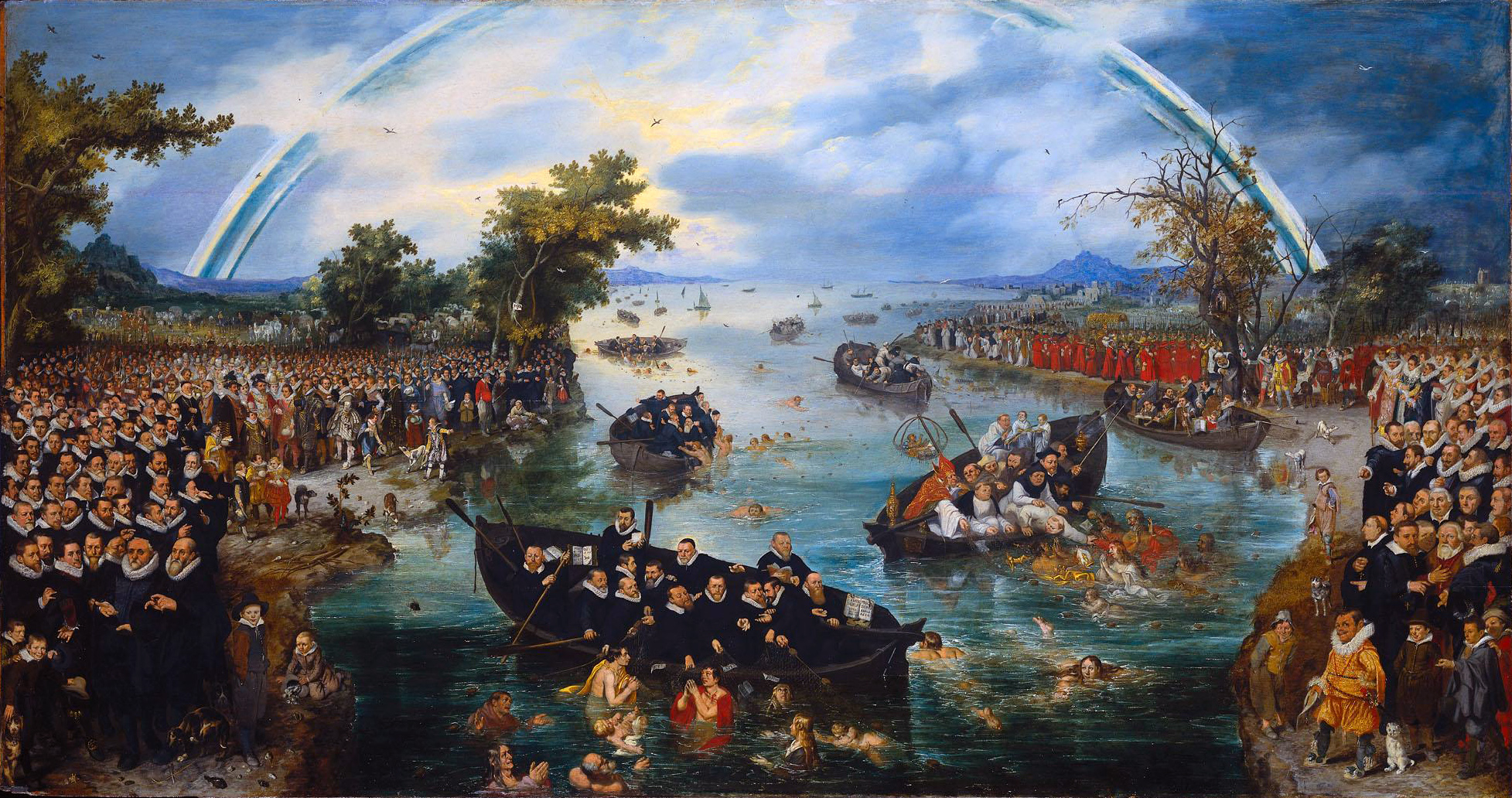
صيد الأرواح 1614م، استعارة ساخرة للصراعات البروتستانتية- الكاثوليكية من أجل الأرواح، أثناء الثورة الهولندية (متحف رايكز)

### أخلاق العمل البروتستانتية

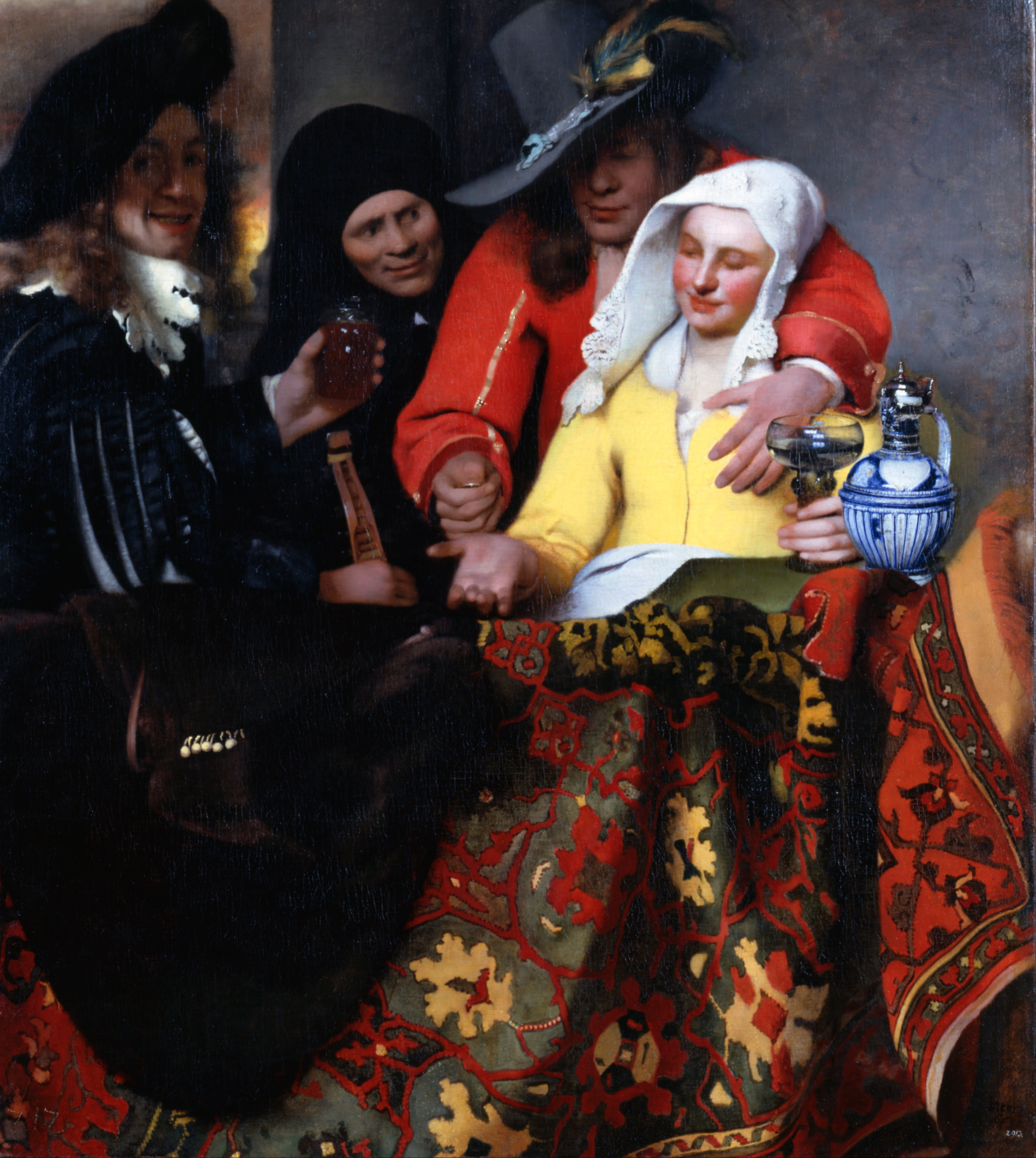
القوادة لوحة زيتية من القرن السابع عشر بريشة رسام العصر الذهبي الهولندي يوهانس فيرمير سنة 1656. معرض الاساتذة القداماء في درسدن.

يعزو الاقتصاديان رونالد فيندلي وكيفن أورورك أنَّ جزءاً من صعود هولندا إلى أخلاقيات العمل البروتستانتية القائمة على الكالفينية، والتي عززت التوفير والتعليم. وقد ساهم ذلك وفقاً لهم في «أدنى أسعار الفائدة وأعلى معدلات الإلمام بالقراءة والكتابة في أوروبا. ومكنت فرة رأس المال من الاحتفاظ بمخزون ثروة مثير للإعجاب، ليس فقط في الأسطول الكبير ولكن في المخزونات الوفيرة من مجموعة من السلع التي كانت تستخدم لتحقيق الاستقرار في الأسعار والاستفادة من فرص الربح».

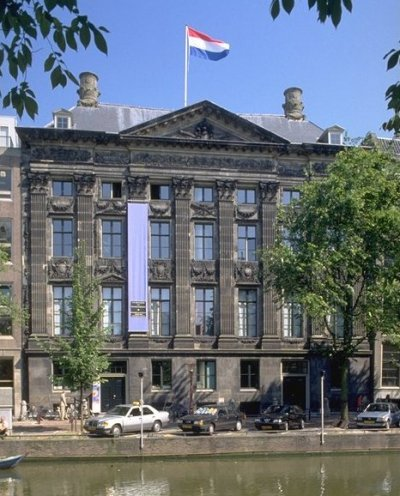
إخوة الرحلة، تجار السلاح، مبنى الرحلات Trippenhuis في أمستردام، وهو حالياً مقر الأكاديمية الملكية الهولندية للفنون والعلوم، وهو مثال نموذجي لعمارة القرن 17م.

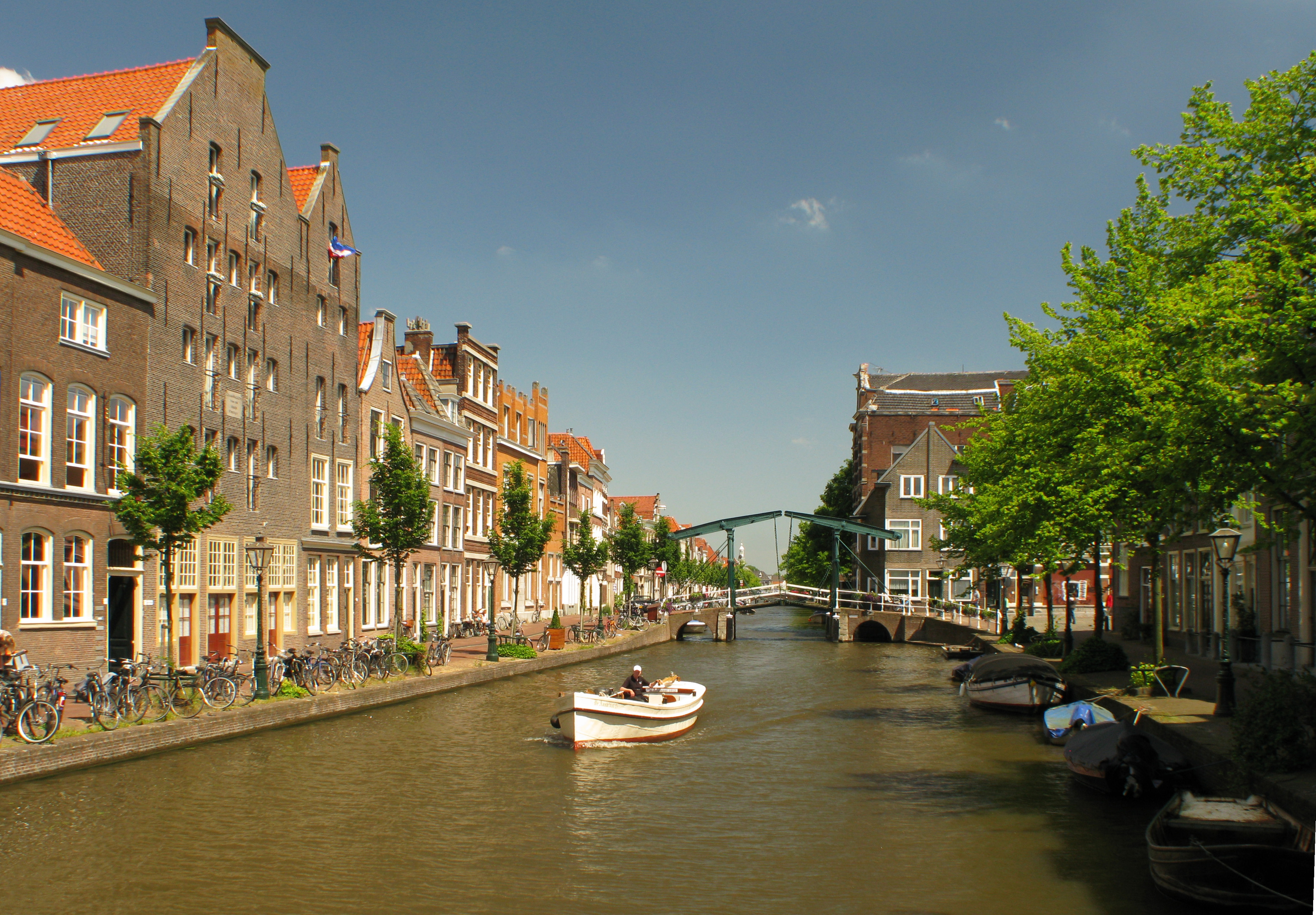
قناة تحفها بيوت أرستقراطية، ليدن

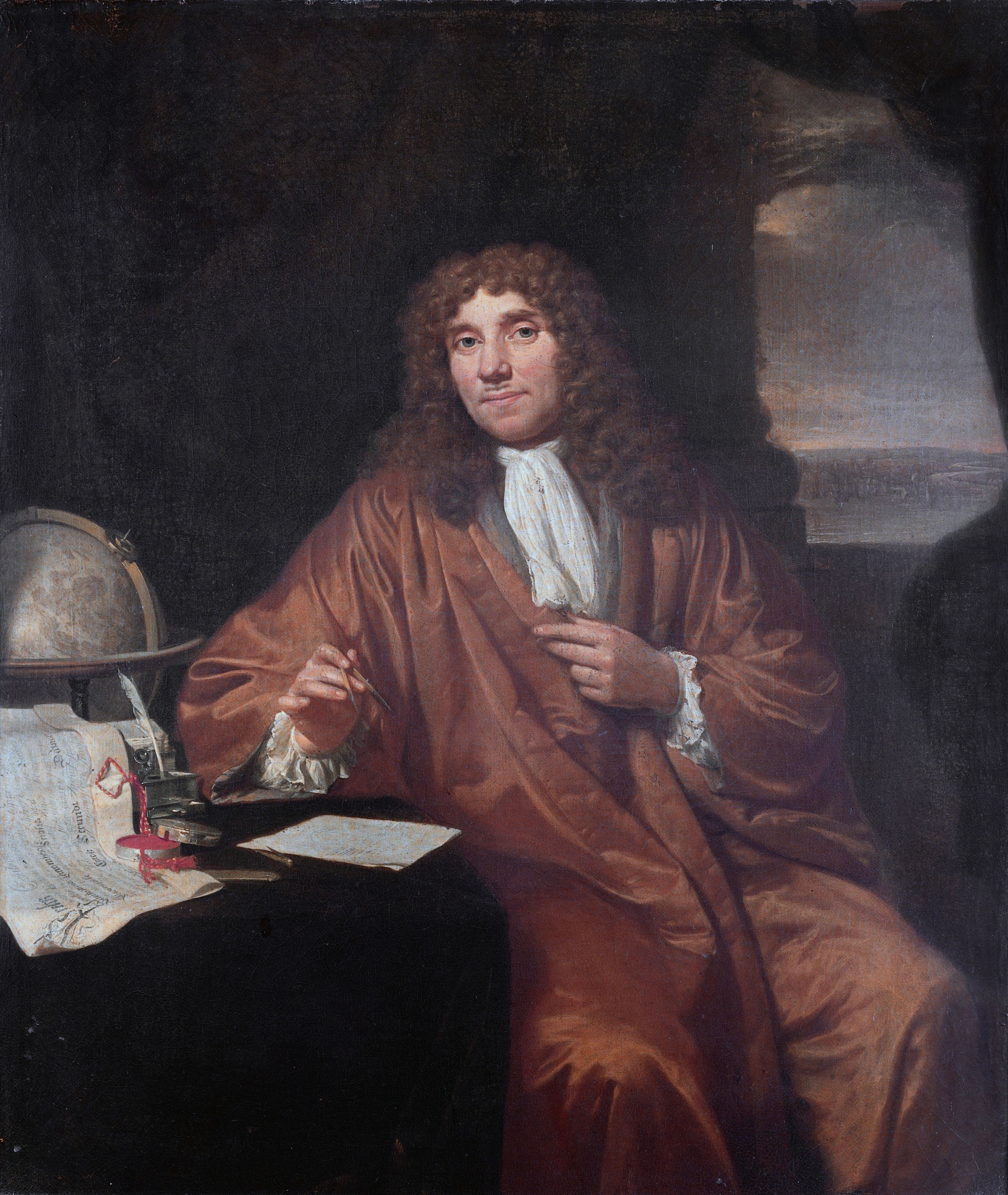
صورة ذاتية للعالم أنطوني فان ليفينهوك، بريشة يان فيركولي

الفتاة ذات القرط اللؤلؤي بربشة يوهانس فيرمير

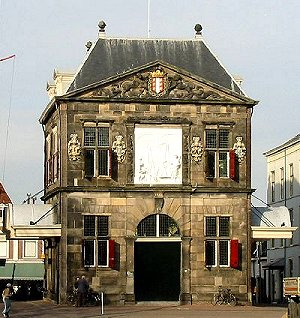
مبنى وزن الجبن Kaaswaag في جودا ، انتهى عام 1667م، تم تصميمه من قبل المهندس المعماري بيتر بوست (1608-1669)، كما كان الوزن في ليدن.